# Rashtriya Lok Dal
Die Rashtriya Lok Dal (Hindi राष्ट्रीय लोक दल, „Nationale Volkspartei“, RLD) ist eine Regionalpartei im indischen Bundesstaat Uttar Pradesh.

## Programmatische Ausrichtung und Parteigeschichte
Die Rashtriya Lok Dal steht in der Nachfolge der früheren Bharatiya Lok Dal (BLD), einer Partei der mittleren landbesitzenden Bauern und der backward castes („zurückgebliebenen Kasten“) Nordindiens, die vom ehemaligen Chief Ministers of Uttar Pradesh und indischen Premierministers Chaudhary Charan Singh 1975 gegründet wurde. 1977 ging die BLD in der Janata Party auf, entstand 1979 nach deren Zerfall erneut als Lok Dal und vereinigte sich dann 1989 mit anderen Parteien zur Janata Dal. Die RLD beruft sich auf das Erbe Charan Singhs. Singhs Sohn Ajit Singh gründete im September 1996 die Bharatiya Kisan Kamgar Party (BKKP). Diese fusionierte 1998 zusammen mit Teilen der verbliebenen Lok Dal zur Rashtriya Lok Dal. Seitdem ist Ajit Singh Parteiführer der RLD. Die Partei ist sehr stark auf seine Person zugeschnitten und wird dirigistisch von ihm geführt. Die RLD tritt für die Schaffung eines neuen Bundesstaates Harit Pradesh aus den westlichen Teilen von Uttar Pradesh, in denen die Partei ihren Schwerpunkt hat, ein. Sie versteht sich vor allem als Interessenvertreterin der Kleinbauern von Uttar Pradesh. Politischer Hauptgegner bei Regionalwahlen in Uttar Pradesh sind gegenwärtig die Bahujan Samaj Party und die Samajwadi Party.
Bei der gesamtindischen Parlamentswahl 2004 schloss die RLD ein Wahlbündnis mit der Samajwadi Party und gewann in Uttar Pradesh drei Parlamentsmandate. Bei der indischen Parlamentswahl 2009 ging Rashtriya Lok Dal ein Bündnis mit der Bharatiya Janata Party (BJP) im Rahmen der National Democratic Alliance (NDA) ein und gewann fünf der insgesamt 80 Wahlkreise von Uttar Pradesh. Im November 2011 verließ RLD jedoch die NDA und schloss sich der von der indischen Kongresspartei geführten United Progressive Alliance (UPA) an. Daraufhin wurde der RLD-Parteiführer Ajit Singh Minister für Zivilluftfahrt im Kabinett Manmohan Singh II. Auch bei der indischen Parlamentswahl 2014 trat die RLD im Verbund der UPA an, konnte aber keinen einzigen Wahlkreis gewinnen.
Am 10. März 2014 schloss sich der frühere Parteiführer der Samajwadi Party (SP) Amar Singh, der 2012 wegen parteischädlicher Aktivitäten aus der SP ausgeschlossen worden war, der RJD an.

## Bisherige Wahlergebnisse
Die folgende Tabelle zeigt die gewonnenen Wahlkreise (Mandate) bei Wahlen zur Lok Sabha und bei Wahlen zum Parlament von Uttar Pradesh.
| Jahr | Wahl                                 | Parlamentssitze |
| ---- | ------------------------------------ | --------------- |
| 1999 | Wahl zur Lok Sabha 1999              | 2/543           |
| 2002 | Parlamentswahl in Uttar Pradesh 2002 | 14/403          |
| 2004 | Wahl zur Lok Sabha 2004              | 3/543           |
| 2007 | Parlamentswahl in Uttar Pradesh 2007 | 10/403          |
| 2009 | Wahl zur Lok Sabha 2009              | 5/543           |
| 2012 | Parlamentswahl in Uttar Pradesh 2012 | 9/403           |
| 2014 | Wahl zur Lok Sabha 2014              | 0/543           |
| 2017 | Parlamentswahl in Uttar Pradesh 2017 | 1/403           |